# Посольство Франции в Беларуси
Посольство Франции в Белоруссии (фр. Ambassade de France en Biélorussie) — дипломатическое представительство Французской Республики в Республике Беларусь. Посольство расположено в столице Белоруссии Минске.

## Посольство
Посольство расположена в центре Минска, на пересечении улиц «Революционная» и «Проспект Победителей». Там же находится консульский отдел.

## Послы
| С    | По   | Посол                                            |
| ---- | ---- | ------------------------------------------------ |
| 1992 | 1997 | Клод Жолиф (Claude Jolif)                        |
| 1997 | 2002 | Бернард Фасье (Bernard Fassier)                  |
| 2002 | 2006 | Стефан Хмелевски (Stéphane Chmelewsky)           |
| 2006 | 2009 | Мирей Муссо (Mireille Musso)                     |
| 2009 | 2013 | Мишель Ренери (Michel Raineri)                   |
| 2013 | 2016 | Доминик Газуи-Фромаже (Dominique Gazuy-Fromaget) |
| 2016 | 2020 | Дидье Канесс (Didier Canesse)                    |
| 2020 | 2021 | Николя де Лакост (Nicolas de Lacoste)            |
| 2022 |      | Людовик Руайе (Ludovic Royer)                    |

## Дипломатические отношения
Дипломатический конфликт возник в июне 1998 года, после запроса Белоруссии о высылке иностранных послов (Франции, США, Италии и Германии), но с доступом в комплекс Дрозды. В знак протеста послы Европейского союза покинули Белоруссию. В 1999 году состоялось возвращение послов.

### Конфликт 2021 года
Франция, как и другие страны-члены ЕС, не признала претензии А. Г. Лукашенко на шестой президентский срок. Поэтому вновь назначенный посол Франции Николас де Лакост (Nicolas de Lacoste) представлялся не Лукашенко, а министру иностранных дел Белоруссии Владимиру Макею. В результате посол получил предписание МИД Белоруссии покинуть страну до 18 октября 2021 года. 17 октября де Лакост покинул Минск. 

### Французское общество
По состоянию на 31 декабря 2016 года в консульских регистрах Белоруссии был зарегистрирован 191 француз.
| 2001 | 2002 | 2003 | 2004 | 2005 | 2006 | 2007 | 2008 | 2009 | 2010 | 2011 | 2012 | 2013 | 2014 | 2015 | 2016 |
| ---- | ---- | ---- | ---- | ---- | ---- | ---- | ---- | ---- | ---- | ---- | ---- | ---- | ---- | ---- | ---- |
| 68   | 56   | 66   | 71   | 63   | 69   | 78   | 82   | 99   | 111  | 139  | 140  | 160  | 165  | 172  | 191  |

### Избирательные округа
После принятия закона 22 июля 2013 года о реформировании представительства французов, проживающих за пределами Франции, путём создания консульских советов при дипломатических представительствах, граждане Франции из округа, охватывающего Белоруссию и Россию, избирают трёх консульских советников на шесть лет. Роли советников:
1. Они являются местными выборными представителями французов за рубежом;
2. Они принадлежат к одному из пятнадцати округов, которые избирают из своего состава членов Ассамблеи французов, проживающих за границей;
3. Они присоединяются к коллегии выборщиков, которая выбирает сенаторов, представляющих французов, проживающих за пределами Франции.

Для избрания в Ассамблею французов, проживающих за границей Белоруссия до 2014 года входила в избирательный округ Москвы, включая Армению, Азербайджан, Грузию, Казахстан, Кыргызстан, Молдову, Узбекистан, Россию, Таджикистан, Туркменистан и Украину, и определяла место. Белоруссия теперь входит в избирательный округ «Центральная и Восточная Европа», столицей которого является Варшава, и который назначает трех из своих 19 консульских советников в число 90 членов Ассамблеи французского зарубежья.
В выборах депутатов от французов, проживающих за границей, Белоруссия зависит от 11-го избирательного округа.